# Richard-Wagner-Platz (Leipzig)
La Richard-Wagner-Platz (français : place Richard-Wagner) est une place dans le centre-ville de Leipzig, chez l'Innenstadtring, à l'angle nord-ouest. La place porte le nom du compositeur Richard Wagner, dont la maison natale se trouvait à proximité.

## Design
D'avril 2012 à mai 2013, la Richard-Wagner-Platz de 7 200 m², qui servait alors de parking, a été réaménagée après un concours de design pour un coût de 2,6 millions d'euros. Elle a été présentée au public à la veille du 200e anniversaire de Wagner. À la même occasion, le Monument à Richard Wagner a été inauguré à environ 150 m au sud-ouest de la Richard-Wagner-Platz, dans la zone verde de Promenadenring.
Depuis cette refonte, la Richard-Wagner-Platz est recouverte de petits pavés de granit. Il y a 59 jeunes tilleuls d'hiver répartis dans une grille carrée de 6 m de large, avec une fontaine au milieu. Certains tilleuls sont entourés de bancs en forme d'anneaux. Il y a un petit skatepark au sud-est des tilleuls. Les trois fontaines artistiques conçues par Harry Müller ont été installées dans l'espace ouvert de la place. Ils se trouvaient sur l'ancienne Sachsenplatz jusqu'en 1999 et sont appelés « pissenlits » (Pusteblumen) par les habitants de Leipzig.

## Histoire
Sur le site de l'actuelle Richard-Wagner-Platz, le premier marché slave (plus tard appelé Eselsmarkt, ce qui signifie marché aux ânes) et la colonie slave de Lipsk, à partir de laquelle la ville de Leipzig s'est développée plus tard, ont probablement été formés au VIIe siècle. Cette place du marché est plus ancienne que l'actuelle Markt de Leipzig. Au Xe siècle, le lieu se trouvait au croisement de la Via Regia venant de Mersebourg et menant plus loin vers Meissen à la Via Imperii, une route impériale, plus tard Hainstraße. À l'extrémité est du côté est de la place commence la Brühl, une ancienne rue qui devint plus tard le centre mondial du traite de fourrures pratiqué par des marchands majoritairement juifs. La Hainstraße se termine au coin de Brühl. Au sud commence la Große Fleischergasse, c'est pourquoi la place s'appelait autrefois Fleischerplatz.
À l'extrémité ouest du côté sud-ouest commençait la Töpferstraße. Jusqu'en 1822, la place était bordée au nord et à l'ouest par la porte Ranstädter. C'était l'une des quatre portes de la ville de Leipzig et formait la sortie de la ville vers l'ouest. Avec la démolition des remparts de la ville, la place s'est visuellement agrandie vers l'ouest. Au nord, la place restait limitée par l'Altes Theater, également le Komödienhaus, construit en 1766 sur les fondations du Ranstädter Bastei. Après 1839, la place s'appelait Theaterplatz (place du Théâtre).
La ligne de tramway Lindenau (d'abord un tramway hippomobile, plus tard un tramway) traversait la place en diagonale à partir du 22 juillet 1882, traversant les voies de la ligne de tramway Ring en provenance de Brühl et se transformant en Ranstädter Steinweg. La ligne a été fermée le 20 juillet 1964.

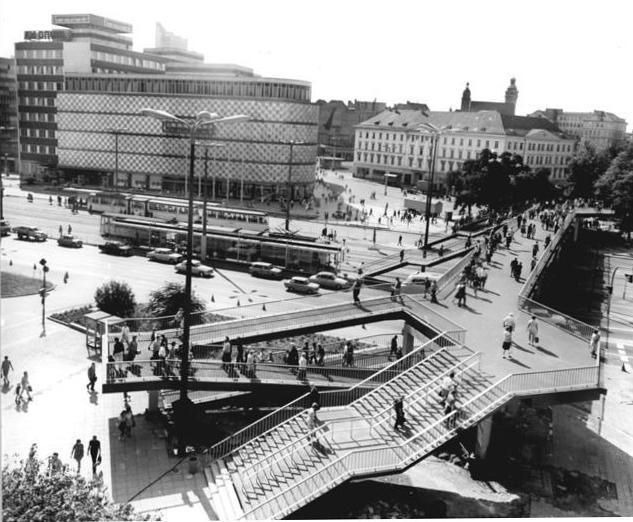
Friedrich-Engels-Platz avec le pont piétonnier en 1973.

Le 22 mai 1913, jour du 100e anniversaire du compositeur et chef d'orchestre Richard Wagner, né à Brühl 1, la Theaterplatz est rebaptisée Richard-Wagner-Platz. La maison natale de Wagner se trouvait au coin de Brühl/Theaterplatz. Il fut démoli en 1886 et le grand magasin Brühl fut ensuite construit sur ce site.
Pendant la Seconde Guerre mondiale, dans la nuit du 3 au 4 décembre 1943, un raid aérien britannique détruit de nombreux bâtiments environnants, dont l'Altes Theater. En conséquence, la place s'est agrandie visuellement au direction du Ring-Messehaus.
Le 24 août 1973, un passage supérieur pour piétons au-dessus de la place menant au Ring-Messehaus a été inauguré. Le pont de 360 tonnes avait une longueur totale de 78 m et reliait la Dr.-Kurt-Fischer-Straße (depuis lors Pfaffendorfer Straße) à la Brühl. Aux heures de pointe, le viaduc devait accueillir plus de 6 000 personnes par heure. Le pont a été démoli en 2004.

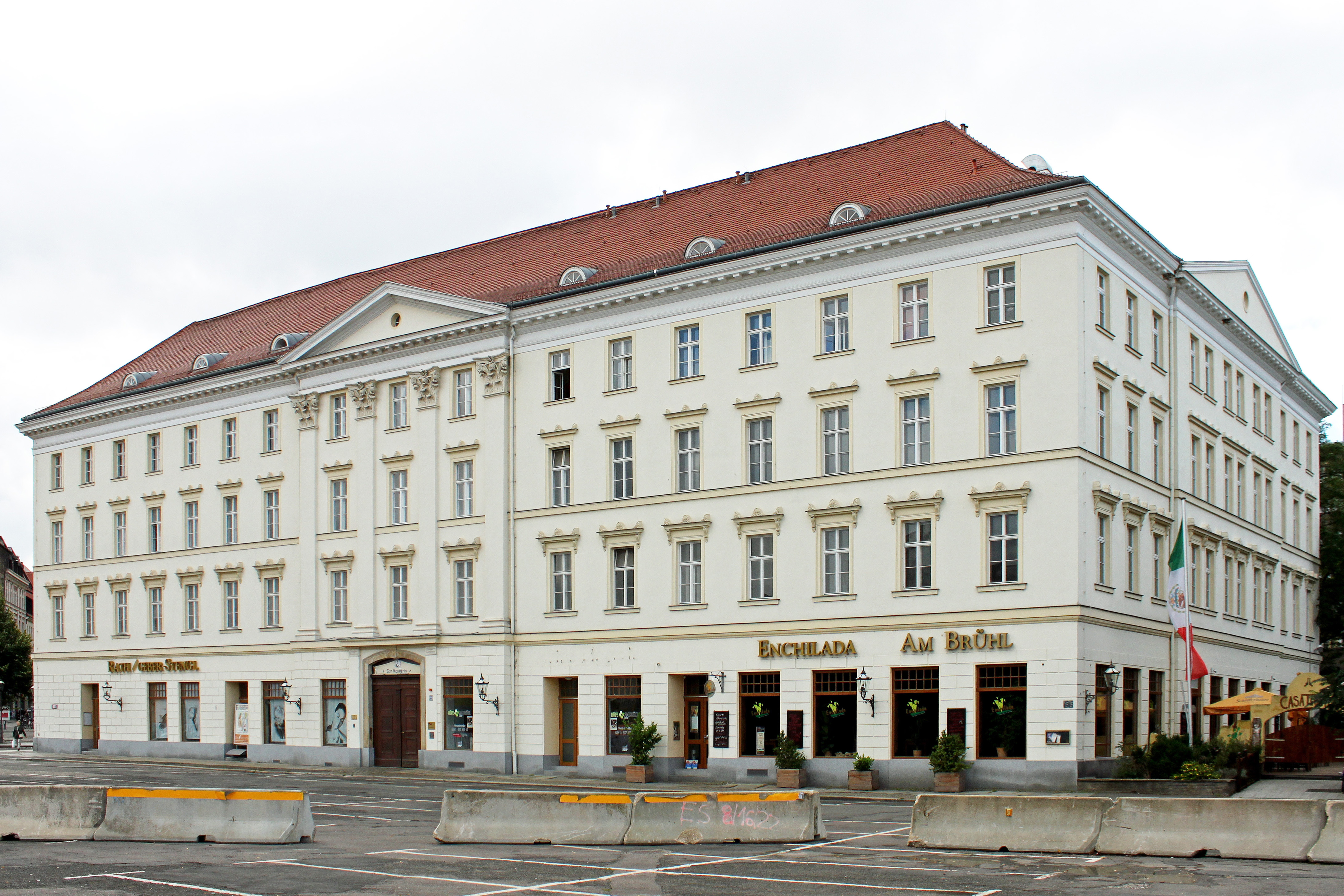
Le bâtiment Großer Blumenberg.

La place est séparée dans sa forme irrégulière du Goerdelerring et du Tröndlinring au nord-ouest par un étroit espace vert. À l'intérieur se trouve le mémorial à Samuel Hahnemann. Le bâtiment néoclassique Großer Blumenberg borde la place au sud. La Brühl, la Hainstraße et la Große Fleischergasse bordent la place au sud-est.